# José Santamaría
José Emilio Santamaría Iglesias (født 31. juli 1929 i Montevideo, Uruguay) er en uruguayansk/spansk tidligere fodboldspiller (midterforsvarer) og -træner.

## Klubkarriere
Santamaría startede sin karriere den uruguayanske storklub Nacional i fødebyen Montevideo. Her spillede han i ti sæsoner frem til 1957, og vandt hele fem uruguayanske mesterskaber, før han rejste til Spanien og Real Madrid. Han var de følgende ni år en bærende kraft på det Real-hold, der vandt seks spanske mesterskaber og hele fire udgaver af Mesterholdenes Europa Cup.

## Landshold
Santamaría fik i 1952 debut for det uruguayanske landshold, som han i løbet af de følgende fem år spillede 20 kampe for. Han var en del af det uruguayanske hold der nåede semifinalen ved VM 1954 i Schweiz, før han i 1957 efter sit skifte til Real Madrid opnåede spansk statsborgerskab.
For det spanske landshold nåede Santamaría at spille 16 kampe. Han var med ved VM 1962 i Chile, og er dermed en del af en lille skare af personer, der har deltaget ved VM for to forskellige lande.

## Træner
Efter at have indstillet sin aktive karriere havde Santamaría en mangeårig karriere som træner. Han stod blandt andet i syv år i spidsen for Barcelona-klubben Espanyol, og var også ansvarshavende for både det spanske landshold og U/21-landsholdet. Som træner deltog han for spanierne ved både EM 1980 i Italien og VM 1982 på hjemmebane.

## Titler
Primera Division Uruguaya
- 1950, 1952, 1955, 1956 og 1957 med Nacional

La Liga
- 1958, 1961, 1962, 1963, 1964 og 1965 med Real Madrid

Copa del Rey
- 1962 med Real Madrid

Mesterholdenes Europa Cup
- 1958, 1959, 1960 og 1966 med Real Madrid

Intercontinental Cup
- 1960 med Real Madrid